# Joel Colomé
Joel Colomé (ur. 15 października 1982) – kubański piłkarz występujący na pozycji obrońcy.

## Kariera klubowa
Joel Colomé od 2006 występuje w grającym w pierwszej lidze kubańskiej FC Ciudad de la Habana.

## Kariera reprezentacyjna
W reprezentacji Kuby Colomé zadebiutował w 2006. W 2007 po raz pierwszy wystąpił w Złotym Pucharze CONCACAF. Na turnieju był rezerwowym i nie wystąpił w żadnym meczu. W 2008 uczestniczył w eliminacjach Mistrzostw Świata 2010. W 2011 po raz drugi uczestniczy w Złotym Pucharze CONCACAF.